# 林广泛
林广泛（1951年—），辽宁盘山人，汉族，中华人民共和国政治人物、第十一届全国人民代表大会解放军代表。
毕业于吉林大学国民经济学专业，是中共党员。担任空军航空大学政委。2008年起担任全国人大代表。